# Berlinchen
Berlinchen (niederdeutsch Berlinken) ist ein Ortsteil der Stadt Wittstock/Dosse im brandenburgischen Landkreis Ostprignitz-Ruppin. Bis zum 25. Oktober 2003 bildete der Ort eine eigene Gemeinde. Berlinchen liegt im Nordosten der Gemeinde Wittstock/Dosse, etwa 5 km südlich der Landesgrenze zu Mecklenburg-Vorpommern. Unmittelbar westlich der Ortschaft erstreckt sich der Berlinchener See.

## Geschichte
Berlinchen hat heute etwa 190 Einwohner. Im Dorf befinden sich eine Kirche und vier Straßen. Die erste urkundliche Erwähnung stammt aus dem Jahr 1274 als minoris Berlin. 1431 erfolgt eine Erwähnung als lutteken berlyn und 1574 als Berlinichen. Der Zusatz minoris bzw. lutteken, beide für klein und später durch das Verkleinerungssuffix -chen ersetzt, war notwendig, da es in der Nachbarschaft den Ort Groß Berlin gab. Dieser existiert heute nicht mehr. Der Name des Ortes stammt, ebenso wie der von Berlin, aus dem Slawischen. Er deutet auf eine sumpfige und morastige Gegend. Im April 1945 fand in Berlinchen ein Kampf zwischen den Truppen der Wehrmacht und denen der Roten Armee statt.

## Persönlichkeiten
- Günter Haase (1921–2001), Kameramann
- Oskar Nuyken (* 1939), Chemiker und Hochschullehrer
- Jörg Haasters (* 1940), Orthopäde